# Demarai Gray
Demarai Ramelle Gray (* 28. Juni 1996 in Birmingham) ist ein englisch-jamaikanischer Fußballspieler. Der Linksaußen steht bei al-Ettifaq unter Vertrag. Gray war englischer Juniorennationalspieler und debütierte 2023 in der jamaikanischen A-Nationalmannschaft.

## Karriere

### Vereine
Gray begann seine Karriere bei Cadbury Athletic und wechselte im Alter von zehn Jahren in die Jugend von Birmingham City. Dort rückte er zur Saison 2013/14 zur ersten Mannschaft auf und debütierte am 1. Oktober 2013 beim 4:0-Heimsieg gegen den FC Millwall in der Football League Championship. Sein erstes Tor erzielte er am 21. April 2014 zum 2:4-Endstand im Heimspiel gegen die Blackburn Rovers. In der Spielzeit 2014/15 entwickelte sich Gray zum Stammspieler und absolvierte 41 Spiele, in denen er sechs Tore erzielte.
Anfang Januar 2016 wechselte Gray zu Leicester City in die Premier League. Er unterschrieb einen Vertrag mit einer Laufzeit bis zum 30. Juni 2020. Am 16. Januar 2016 debütierte er beim 1:1 gegen Aston Villa in der Premier League. Bis Saisonende kam er zwölfmal zum Einsatz und gewann mit dem Verein die Meisterschaft.
Am 31. Januar 2021 wechselte Gray in die deutsche Bundesliga zu Bayer 04 Leverkusen. Bei den Rheinländern unterschrieb er einen Vertrag über 17 Monate bis Mitte 2022. Bereits nach einem halben Jahr, in dem er in 10 Bundesligaspielen einen Treffer erzielt hatte, verließ Gray Leverkusen und unterschrieb Ende Juli 2021 einen Vertrag über drei Spielzeiten beim FC Everton. Sein Vertrag verfügt über eine Option auf eine Verlängerung um ein Jahr, die vom Verein gezogen werden kann. In der Saison 2021/22 erzielte er für seinen neuen Verein 5 Tore in 34 Ligapartien.
Im September 2023 wechselte er nach Saudi-Arabien zu Al-Ettifaq.

### Nationalmannschaft
Gray kam am 18. Februar 2014 beim 4:0-Heimsieg gegen Italien erstmals für die U18-Auswahl des englischen Fußballverbandes zum Einsatz. Für die U19-Nationalmannschaft absolvierte er vier Spiele und erzielte ein Tor. Ab Mai 2015 spielte Gray für die U20-Auswahl. Am 26. März 2016 debütierte er beim 1:1 gegen die Schweiz in der U21-Nationalmannschaft. Im Juni 2017 nahm er mit der Mannschaft an der U21-Europameisterschaft 2017 in Polen teil und erreichte mit ihr das Halbfinale.
Nach einem Verbandswechsel debütierte Gray im Juni 2023 in der jamaikanischen A-Nationalmannschaft.

## Erfolge
Leicester City
- Englischer Meister: 2016